# 삼산초등학교 (울산)
삼산초등학교는 대한민국 울산광역시 남구에 있는 공립 초등학교이다

## 학교 연혁
- 1997.09.01. 삼산국민학교 설립 인가
- 2001.03.02. 삼산초등학교 개교(20학급 편성)
- 2003.10.24. 전국 아름다운 학교 선정
- 2010.12.31. 학교종합평가 최우수교 선정
- 2012.03.01. 인성교육 실천 우수학교
- 2012.12.12. 학교 평가 영역별 우수학교(교육과정 및 교수학습)
- 2014.02.21. 제 13회 졸업식(졸업생 총 2,434명)
- 2014.03.01 교육부 요청 교원평가제도 개선 연구학교(2014~2015)
- 2014.09.01 제7대 문종원 교장 부임

## 참고 자료
- 삼산초등학교 - 한국교육학술정보원 학교알리미